# Хоп Ботом (Пенсилванија)
Хоп Ботом (енгл. Hop Bottom) град је у америчкој савезној држави Пенсилванија.

## Демографија
По попису из 2010. године број становника је 337, што је 4 (1,2%) становника више него 2000. године.
| Група             | 2000.       | 2010.       |
| Белци             | 320 (96,1%) | 330 (97,9%) |
| Афроамериканци    | 8 (2,4%)    | 0 (0,0%)    |
| Азијати           | 0 (0,0%)    | 0 (0,0%)    |
| Хиспаноамериканци | 1 (0,3%)    | 4 (1,2%)    |
| Укупно            | 333         | 337         |